# 天山铁角蕨
天山铁角蕨（学名：Asplenium tianshanense）为铁角蕨科铁角蕨属下的一个种。

## 扩展阅读
- 維基物種上的相關：天山铁角蕨